# Huecas
Huecas es un municipio y localidad española de la provincia de Toledo, en la comunidad autónoma de Castilla-La Mancha. Cuenta con una población de 875 habitantes (INE 2024).

## Toponimia
El término «Huecas» deriva del árabe Waqqas, sin embargo puede tener un origen romano más antiguo en el término latín occare, hueco.

## Geografía

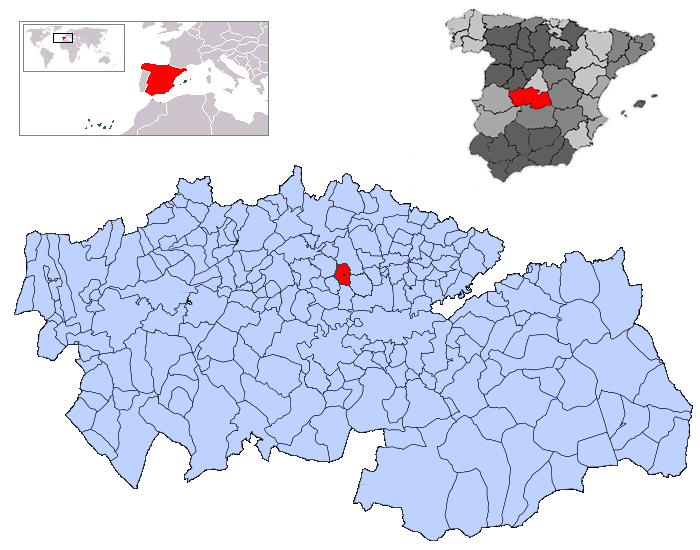
Situación de Huecas en la provincia de Toledo

El municipio se encuentra situado «en el pequeño declive de una colina, a cuyo pie pasa un arroyo». Pertenece a la comarca de Torrijos y linda con los términos municipales de Fuensalida, Villamiel de Toledo, Rielves, Barcience y Novés, todos de Toledo.
Por Huecas pasa el Camino de Santiago del Sureste, procedente de Alicante, Cartagena, Murcia, Valencia y Albacete. Aquí se unen las variantes que desde Toledo salen por Estivel y Rielves y la del Puente de Guadarrama y Villamiel de Toledo para continuar juntos hasta Santiago de Compostela y Finisterre. Dispone de abundantes cotos de caza menor.

## Historia
Cerca de la población, en el Valle de las Higueras, hay un asentamiento calcolítico del III milenio antes de Cristo, que aún sigue siendo objeto de estudio.
Los romanos establecieron en el paraje, al oeste del actual caserío, una villa, conservándose restos que datan de los siglos III y IV de nuestra era. También se han encontrado monedas de la época de Constantino el Grande. Los colonos hispanorromanos apreciaron la bondad de estas tierras, cultivándolas, siendo un centro agrícola de cierto interés. Es probable que continuase el caserío en la época visigoda.
La “Waqqas” musulmana fue una villa de cierto atractivo cultural, con varios Al-Waqasi. También es destacable el canónigo del siglo XIII, Marcos de Occas, que perteneció a la Escuela de Traductores de Toledo y realizó traducciones de Galeno y El Corán. En 1445, Juan II hizo merced a Pedro López de Ayala, hijo del famoso canciller mayor de Castilla, del lugar de Huecas.
A comienzos del siglo XVI se levantó el rollo que indica jurisdicción de villa, con el escudo de los Ayala. En la segunda mitad del siglo XVI, se habló de una villa "Mocen” o “Mucen”, que estaba situada a media legua al este de Huecas. El pueblo en ese tiempo pertenecía al arciprestazgo de Rodillas. Otro personaje ilustre, del siglo XVIII, fue fray Alonso de Huecas, predicador del convento de San Gil en Madrid.
Hacia mediados del siglo XIX la villa tenía contabilizada una población de 425 habitantes. Aparece descrita en el noveno volumen del Diccionario geográfico-estadístico-histórico de España y sus posesiones de Ultramar de Pascual Madoz de la siguiente manera:

HUECAS: v. con ayunt. en la prov. y dióc. de Toledo (4 leg.), part. jud. de Torrijos (1), aud. terr. de Madrid (11), c. g. de Castilla la Nueva. sit. en el pequeño declive de una colina, á cuyo pie pasa un arroyo; goza de clima templado, y se padecen fiebres intermitentes: Tiene 94 casas, de las que 16 son grandes, de 2 pisos, y las restantes pequeñas, de uno solo y de tierra, formando calles irregulares y 2 plazuelas: hay 1 escuela de primeras letras, dotada con 1,550 rs. de los fondos públicos, y ademas la retribucion de los 30 niños que concurren; 1 ermita titulada de Sta. Eufemia, en el centro del pueblo, en buen estado, y en los afueras al N. en un gran cerro aislado la igl. parr., dedicada á San Juan Bautista, con curato de 2.º ascenso y provision ordinaria: el edificio se halla en medio de una esplanada cercada de parapeto, que presenta el aspecto de un cast.; es de una sola nave con 72 pies de long., 28 de lat. y 46 de altura; á su inmediacion se halla el cementerio. Se surte de aguas potables en una abundante fuente pública, sit. en uno de los estremos. Confina el térm. por N. con el de Novés; E. Fuensalida; S. Torrijos, y O. Barciena, á dist. de 1/2 leg. próximamente por todos los puntos, y comprende 2,300 fan. de tierra labrantía, 48 de prados, 20,000 cepas de viña, 1,500 olivos y el resto de pastos y eriales; le baña el arroyuelo que hemos referido, á cuyas márg. hay 2 pequeñas alamedas. El terreno es llano y de mediana calidad. Los caminos vecinales y transitables para carruages en tiempo seco. El correo se recibe en la caja de Fuensalída por balijero 3 veces á la semana. prod.: trigo, cebada, algarrobas, garbanzos, vino y aceite; se mantiene ganado lanar, de cerda para el consumo y 8 pares de mulas y 12 de bueyes para la labor. pobl.: 100 vec., 425 alm. cap. prod.: 1.114,532 reales. imp.: 28,423. contr.: con inclusion de culto y clero 10,978. presupuesto municipal: 9,000, del que se pagan 1,825 al secretario por su dotacion, y se cubren los 6,640 con productos de propios, y el resto por repartimiento vecinal.
(Madoz, 1847, p. 256)

En el siglo XXI el pueblo fue un lugar de rodaje de la serie de La que se avecina, en la que representó una localidad albaceteña ficticia llamada Villazarcillo, pueblo natal de los hermanos Rivas.

## Demografía
Cuenta con una población de 875 habitantes (INE 2024).
| Gráfica de evolución demográfica de Huecas entre 1842 y 2021                                                          |
| |
| Población de derecho según los censos de población del INE. Población de hecho según los censos de población del INE. |

| 381                       | 388 | 416 | 435 | 474 | 492 | 497 | 411 | 519 | 524 | 506 | 711 | 660 |
| (Fuente: INE [Consultar]) |     |     |     |     |     |     |     |     |     |     |     |     |

NOTA: Las cifras de 1996 están referidas a 1 de mayo y las demás a 1 de enero.

## Economía
Es un pueblo agrícola y ganadero. Se cultivan muchos cereales y legumbres mezclados con sus huertas de regadío y sus numerosos olivos y viñedos. Además de sus ya desaparecidas explotaciones ganaderas, dedicadas al ganado ovino y porcino mayoritariamente. En la actualidad, sus habitantes están más dedicados a la industria que al medio rural.

## Transportes

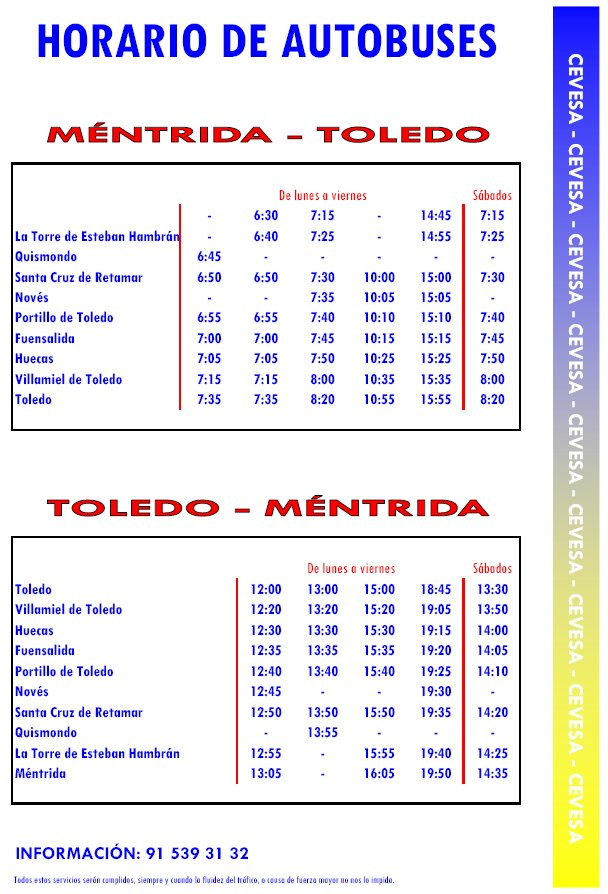
Horarios de autobús hacia Toledo

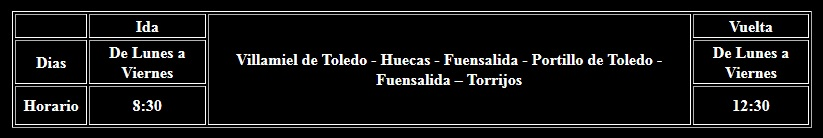
Horarios de autobús hacia Torrijos

## Administración
| Periodo   | Nombre                         | Partido |
| --------- | ------------------------------ | ------- |
| 1979-1983 | Adrián Rodríguez Gómez         | UCD     |
| 1983-1987 | Leandro Lorente Sánchez        | AP      |
| 1987-1991 | José Luis Díaz Carrasco        | CDS     |
| 1991-1995 | José Luis Díaz Carrasco        | PSOE    |

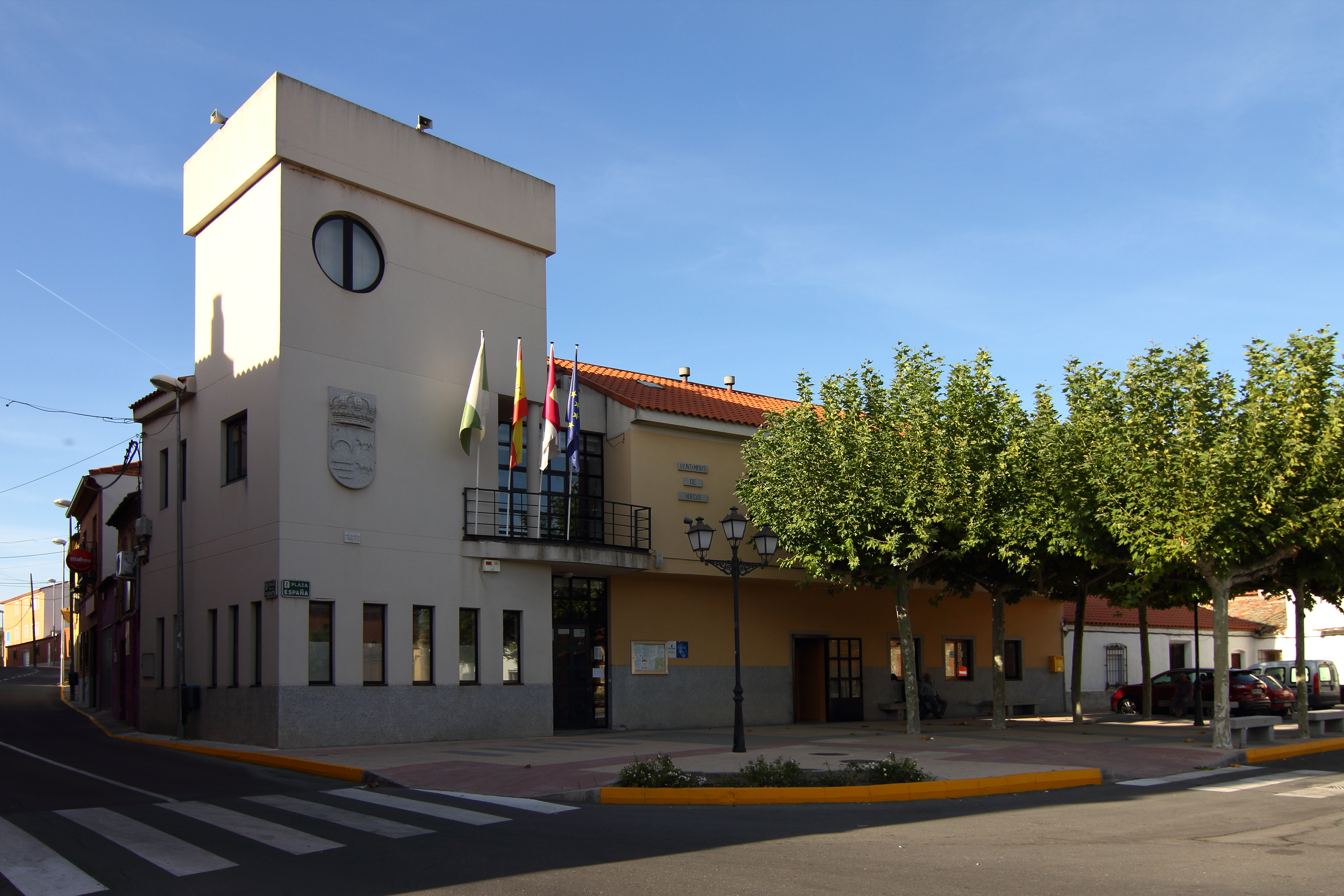
Ayuntamiento

| 1995-1999 | Miguel Ángel Lorente del Álamo | PP      |
| 1999-2003 | José Julio Sánchez Ramos       | PSOE    |
| 2003-2007 | José Julio Sánchez Ramos       | PSOE    |
| 2007-2011 | José Julio Sánchez Ramos       | PSOE    |
| 2011-2015 | José Julio Sánchez Ramos       | PSOE    |
| 2015-2019 | José Julio Sánchez Ramos       | PSOE    |
| 2019-2023 | José Julio Sánchez Ramos       | PSOE    |

## Patrimonio

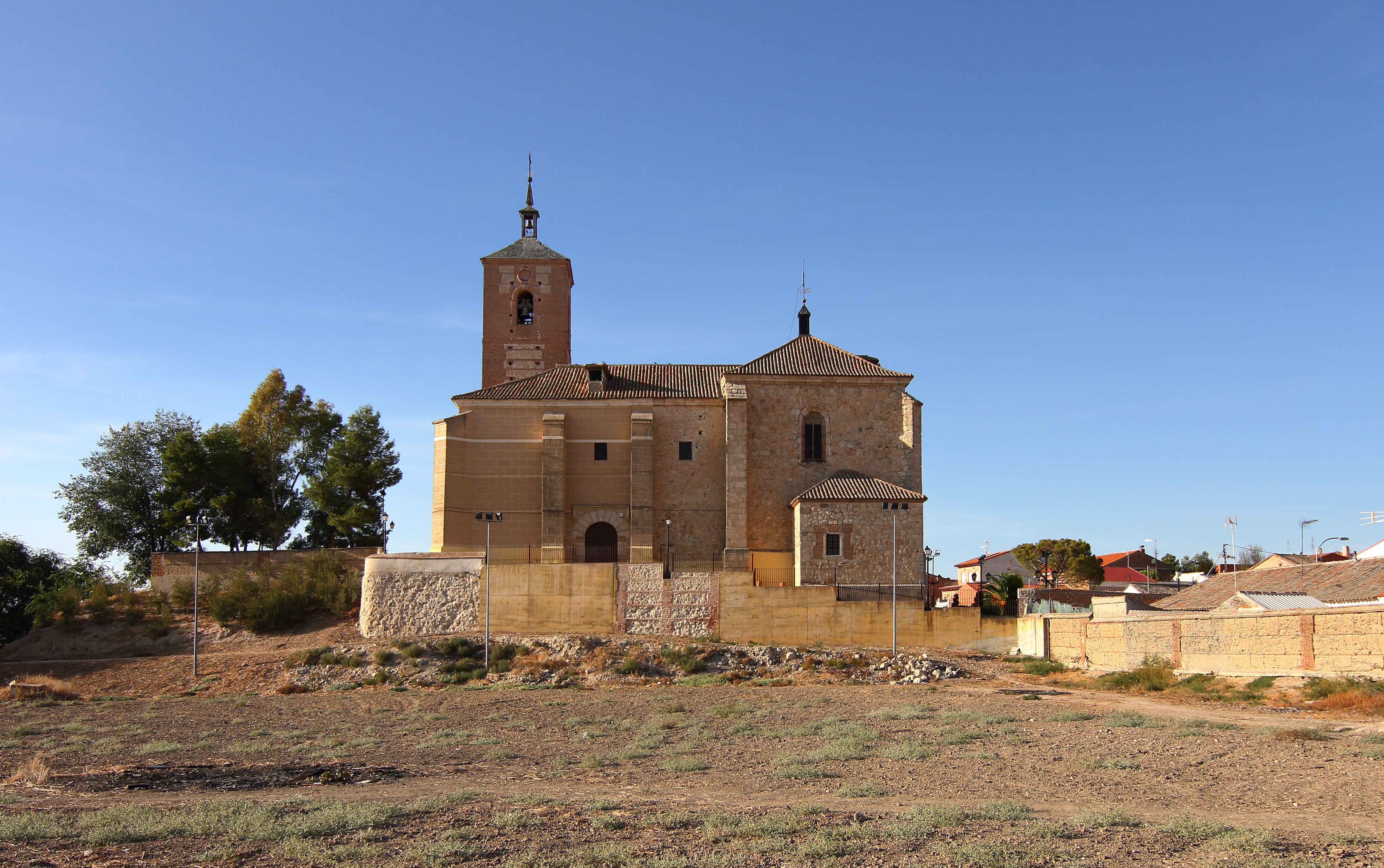
Iglesia parroquial de San Juan Bautista

- Iglesia parroquial de San Juan Bautista.[2]
- Ermita de Santa Eugenia.
- Rollo de justicia.
- Antigua casa-taberna del siglo XIX.
- Fuentes: El Caño, Marjalea y El Pilar.
- Antiguo depósito de agua.
- Kiosco.
- Zona de especial de protección de aves «Margen derecha del Río Guadarrama y Tajo».

## Fiestas
- 24 de junio: San Juan Bautista.
- 16 de julio: Virgen del Carmen.
- 23 de diciembre: Santa Eugenia

La Semana Santa es vivida con gran devoción, sobre todo entre los jóvenes con la procesión del Cristo de la Buena Muerte («Cristo de los Jóvenes») el miércoles y el Domingo de Ramos («Día de la Tortilla») con las meriendas que la gente del pueblo con sus amistades celebran en el campo.

## Callejero
| Calle Alameda          | Calle Higueras        | Calle Pizarro              |
| Calle Ámsterdam        | Calle Honda           | Calle Real                 |
| Calle Atenas           | Calle Iglesia         | Calle Roma                 |
| Calle Berlín           | Calle Lisboa          | Calle San Juan             |
| Calle Bruselas         | Calle Londres         | Calle Santa Eugenia        |
| Calle Buenos Aires     | Calle Luxemburgo      | Calle Sol                  |
| Calle Camino Villamiel | Calle Madrid          | Calle Toledillo            |
| Calle Cerezo           | Calle Magallanes      | Calle Toledo               |
| Calle Codo             | Calle Mayor           | Calle Torrijos             |
| Calle de la Fuente     | Calle Murillo         | Calle Velázquez            |
| Calle de la Sierra     | Calle Nogal           | Calle Vereda de los Monjes |
| Calle Diego de León    | Calle Nueva           | Calle Viena                |
| Calle Dublín           | Calle Nueva del Caño  | Calle Vistillas            |
| Calle Encina           | Calle Núñez de Balboa | Calle Zurbarán             |
| Calle Extramuros       | Calle París           | Carretera CM-4011          |
| Calle Goya             | Calle Parque          | Paseo del Caño             |
| Calle Granados         | Calle Paz             | Plaza de España            |
| Calle Greco            | Calle Perdón          | Plaza de la Concepción     |
| Calle Hernán Cortés    | Calle Pilar           | Ronda del Olivar           |